# Ndalatandos flygplats
Ndalatandos flygplats är en flygplats i Angola.   Den ligger i provinsen Cuanza Norte, i den nordvästra delen av landet, 200 km öster om huvudstaden Luanda. Ndalatandos flygplats ligger 813 meter över havet.
Terrängen runt Ndalatandos flygplats är platt åt nordost, men åt sydväst är den kuperad.  Runt Ndalatandos flygplats är det ganska glesbefolkat, med 23 invånare per kvadratkilometer.. Närmaste större samhälle är N'dalatando, 7,6 km väster om Ndalatandos flygplats.
I omgivningarna runt Ndalatandos flygplats växer huvudsakligen savannskog.